# پیرغلام
پیرغلام صفتی است برای کسانی که در طی زمان طولانی نسبت به بزرگداشت واقعه کربلا و برپایی مجالس عزاداری امام حسین و سوگواری محرم کوشا بوده‌اند. این صفت معمولاً علاوه بر جنبه کمّی و زمانی، اشاره به ارادت و اخلاص فرد عزادار نیز دارد.

## ویژگی‌های پیرغلامان
ویژگی‌های پیر غلام بودن استمرار در برپایی مجالس عزاداری حسین و اشتهار به این کار است. مسن بودن نیز از دیگر ملزومات پیرغلامی است. در تقدیر از پیرغلامان، داشتن دست کم ۷۰ سال سن به عنوان یکی از معیارهای مشخص پیرغلامی در نظر گرفته می‌شود. در سالهای اخیر انتخاب پیرغلامان عمدتاً محدود به مداحان بوده‌است اما پیر غلامان ممکن است روضه خوان یا هرگونه فعالان دیگری در مجالس عزاداری باشند.

## همایش پیرغلامان
در ایران هر ساله در آستانه شروع ماه محرم اجلاسی برای تجلیل از پیر غلامان حسینی برگزار می‌شود. این اجلاس در ابتدا در سطح ملی بود اما در سالهای اخیر به صورت بین‌المللی برگزار می‌شود. تازه‌ترین اجلاس بین‌المللی پیرغلامان در مهرماه ۱۳۹۳ در شهر اردبیل و با حضور ۸۰۰ پیرغلام برگزار شد و در آن از ۱۵ پیرغلام ایرانی و ۱۵ پیرغلام خارجی تقدیر شد.